# 黃絅
黃絅（16世紀—1643年11月22日），字季侯，河南汝寧府光州人，民籍，明朝政治人物。

## 生平
黃絅是萬曆三十五年進士黃袞之弟，在萬曆四十年（1612年）中壬子科河南鄉試第十名舉人，天啓二年（1622年）成進士，兵部觀政，六月授南宮知縣，六年陞任兵部主事，七年改礼部主客司，崇禎二年升仪制司员外郎，三年外任紹興知府，六年升山東淮海道副使，不久因為父母去世回鄉，在光州遇上流寇，他廬墓入山僅以身免，但長子諸生黃彞如帶領家僮巷戰身亡，其妹亦遇害。
崇禎十年（1637年）黃絅起補陕西按察司临巩兵备副使，建番汉合剿之策，大败贼于河。洪承畴奇其功，特疏题荐，十二年升洮岷道參政，十五年陞為陝西按察使，崇禎十六年（1643年）李自成攻打西安，他日夜登城守禦，最後卻因有內應而遭攻陷，他和巡撫馮師孔、長安知縣吳從義、西安右衛指揮崔爾達一同投井自殺，妻子王氏也殉難，朝廷追贈他太常寺卿，谥忠烈，赐祭葬；兒子黃彞如贈中書舍人。

## 家族
曾祖黄大有。祖父黄榜。父黄學孔，增生，累封奉政大夫山西參議。母張氏，封孺人，赠宜人。嚴侍下。兄黄甲（增生）、黄衮（丁未進士、累升山西參議）、黄冕（儒官）、黄珩、黄瑀。弟黄纯、黄紽。子彝如（庠生）、羲如。